# Agromyza albipennis
Agromyza albipennis este o specie de muște din genul Agromyza, familia Agromyzidae, descrisă de Johann Wilhelm Meigen în anul 1830. Conform Catalogue of Life specia Agromyza albipennis nu are subspecii cunoscute.